# Alanya (stad)
Alanya is een van de drukst bezochte badplaatsen aan de Turkse Rivièra, gelegen in het gelijknamige district Alanya. Het ligt ten oosten van Antalya en Side. De stad telt 103.673 inwoners.
De stad is gelegen aan een rots met aan weerszijden een zandstrand (het Ooststrand en het Cleopatrastrand). Het Cleopatrastrand dankt zijn naam aan de farao Cleopatra VII. Zij kreeg het strand (en de hele provincia Cilicië) van haar Romeinse minnaar Marcus Antonius.
Op de rots staat een ommuurde burcht uit de 13e eeuw. Deze is gebouwd onder het bewind van de Seltsjoeken.
Op zes kilometer van Alanya stroomt de Dimcayi, deze ontspringt in het Taurusgebergte en mondt na 60 kilometer uit in de Middellandse Zee. Vlak bij deze rivier ligt een grot met druipstenen.
Ook bekend onder toeristen is de zogenaamde Piratengrot. Deze grot was vroeger een schuilplaats voor piraten. In de winter wordt de grot verwarmd en in de zomer blijft het er koel. De grot is onbereikbaar voor grote schepen omwille van zijn nauwe doorgangen. In de grot hangen druipstenen (stalactieten en stalagmieten).
Ook een bekende grot in Alanya is de Liefdesgrot. De ingang van de grot ligt op een hoogte van 6 meter en is circa 400 meter lang. De enige uitweg van de grot ligt op een hoogte van 10 meter, waardoor veel toeristen worden afgeschrikt.
De populaire badplaatsen Incekum en Avsallar liggen op ongeveer 20 kilometer van het stadscentrum van Alanya.

## Klimaat
| Maand                  | jan  | feb  | mrt  | apr  | mei  | jun  | jul  | aug  | sep  | okt  | nov  | dec  | Jaar  |
| ---------------------- | ---- | ---- | ---- | ---- | ---- | ---- | ---- | ---- | ---- | ---- | ---- | ---- | ----- |
| Gemiddeld maximum (°C) | 16,2 | 16,3 | 18,3 | 21,1 | 24,7 | 28,7 | 34   | 35,5 | 30,2 | 26,5 | 21,5 | 17,8 | 23,7  |
| Gemiddeld minimum (°C) | 8,6  | 8,5  | 10,1 | 13,0 | 16,7 | 20,5 | 23,3 | 23,7 | 21,2 | 17,4 | 13,0 | 10,0 | 15,5  |
|                        |      |      |      |      |      |      |      |      |      |      |      |      |       |
| Neerslag (mm)          | 227  | 172  | 106  | 64   | 36   | 8    | 3    | 5    | 10   | 80   | 171  | 224  | 1.106 |
| Bron: WeerOpReis.com   |      |      |      |      |      |      |      |      |      |      |      |      |       |

## Sport
Alanyaspor is de betaaldvoetbalclub van Alanya en speelt in het Bahçeşehir Okullarıstadion.
Tevens is Alanya de geboorteplaats van de succesvolle motorcoureur Toprak Razgatlıoğlu die momenteel uitkomt in het wereldkampioenschap Superbike.
Sinds 2023 start de eendagswielerwedstrijd Grand Prix Syedra Ancient City in de stad. De finish ligt gebruikelijk nabij de ruïne van Syedra.

## Geboren
- Tahir Yiğit (2001), wielrenner

- Gemeinsame Normdatei: 4206264-0
- Library of Congress Control Number: n91114771
- Nationale Bibliotheek van Tsjechië: xx0115358
- Nationale Bibliotheek van Israël: 987007567644805171
- TDVİA: alanya
- Virtual International Authority File: 312840192
- WorldCat: E39PBJxMmwWHFQ6wQ7vmf93WjC

Adana · Ankara · Antalya · Aydın · Balıkesir · Bursa · Denizli · Diyarbakır · Gaziantep · Kayseri · Mersin · Istanbul · İzmir · İzmit · Konya · Şanlıurfa
Adapazarı · Antiochië (Antakya) · Erzurum · Eskişehir · Kahramanmaraş · Malatya · Manisa · Mardin · Muğla · Altınordu · Samsun · Tekirdağ · Trabzon · Van
Adıyaman · Afyonkarahisar · Ağrı · Akhisar · Aksaray · Alanya · Batman · Bolu · Çanakkale · Ceyhan · Çorlu · Çorum · Darıca · Derince · Düzce · Edirne · Elazığ · Erzincan · Gebze · Giresun · İnegöl · İskenderun · Isparta · Karabük · Karaman · Kırıkkale · Kırşehir · Körfez · Kütahya · Lüleburgaz · Nazilli · Niğde · Osmaniye · Rize · Siirt · Sivas · Tarsus · Tokat · Turgutlu · Uşak · Yalova ·  Zonguldak